# Ministerium für Soziales, Gesundheit und Sport des Landes Mecklenburg-Vorpommern

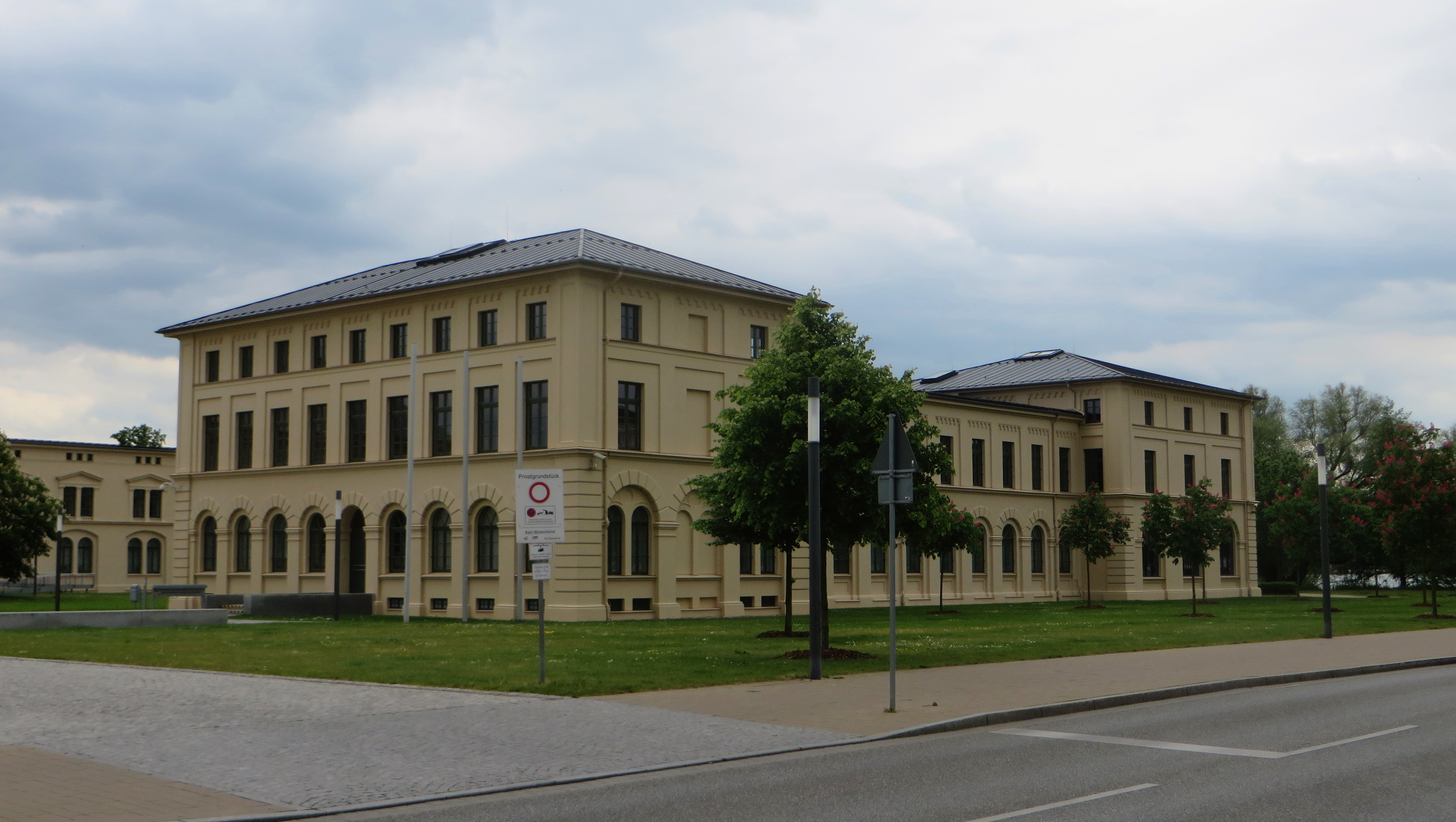
Südflügel des Schweriner Marstalles von 1842 (Architekt: Georg Adolf Demmler), Sitz des Ministeriums

Das Ministerium für Soziales, Gesundheit und Sport des Landes Mecklenburg-Vorpommern mit Sitz in Schwerin ist eines von acht Ministerien der Landesverwaltung. Derzeitige Ministerin ist Stefanie Drese (SPD). Als Staatssekretärin steht ihr Sylvia Grimm zur Seite.

## Geschichte
Nach der Gründung des Landes Mecklenburg-Vorpommern 1945 bestanden zunächst keine klassischen Ministerien, sondern dem Präsidenten oder Vizepräsidenten unterstellte Abteilungen. Dabei existierte unter anderem eine Abteilung für Wohlfahrt. Daraus entstanden 1946 das Ministerium für Sozialwesen, das 1950 zum Ministerium für Arbeit und Gesundheitswesen umbenannt wurden. Diese bestanden bis zur Auflösung des Landes 1952.
Mit der Neugründung von Mecklenburg-Vorpommern 1990 wurde wieder ein Sozialministerium unter dem Namen Ministerium für Arbeit, Gesundheit und Sozialordnung eingerichtet. In den folgenden Regierungen wurden die Zuständigkeiten mehrfach geändert, wie in der Liste der Sozialminister unten ersichtlich.
Das Ministerium befindet sich mit dem Ministerium für Bildung und Kindertagesstätten im Schweriner Marstall unter der Anschrift Werderstraße 124. Während sich Letzteres im Nordflügel des von 1838 bis 1842 errichteten klassizistischen Putzsbaus befindet, ist das Ministerium für Soziales, Gesundheit und Sport im Südflügel untergebracht.

## Aufgaben
Zum Aufgabenbereich gehören neben der Jugend- und Familienpolitik auch die Sozial-, Gesundheits- und Sportpolitik. Zusätzlich ist die Integrationsbeauftragte des Landes, Jana Michael, am Ministerium für Soziales, Gesundheit und Sport angesiedelt.

## Organisation
Das Ministerium ist in vier Abteilungen gegliedert:
- Abteilung 1: Allgemeine Abteilung und Arbeitsschutz
- Abteilung 2: Jugend, Familie und Sport
- Abteilung 3: Soziales und Integration
- Abteilung 4: Gesundheit

Die Abteilungen wiederum sind in Referate – als kleinste organisatorische Einheit – gegliedert.

## Behörden und Einrichtungen
Beim Ministerium besteht das Landesamt für Gesundheit und Soziales Mecklenburg-Vorpommern (LAGuS) mit Hauptsitz in Rostock und Außenstellen in Greifswald, Neubrandenburg, Neustrelitz, Schwerin und Stralsund.

## Liste der Sozialminister
| Name                                                          | Amtsantritt                                   | Kabinett                 | Partei                 |
| Minister für Wohlfahrt                                        | Minister für Wohlfahrt                        | Minister für Wohlfahrt   | Minister für Wohlfahrt |
| ------------------------------------------------------------- | --------------------------------------------- | ------------------------ | ---------------------- |
| Johannes Warnke                                               | 4. Juli 1945                                  | Höcker I                 | KPD/SED                |
| Minister für Sozialwesen                                      |                                               |                          |                        |
| Friedrich Burmeister                                          | 10. Dezember 1946                             | Höcker II                | CDU                    |
| Werner Pöhls                                                  | Juli 1950                                     | Höcker II                | CDU                    |
| Bruno Hirschberg                                              | September 1950                                | Höcker II                | CDU                    |
| Minister für Arbeit und Gesundheit                            |                                               |                          |                        |
| Bruno Hirschberg                                              | 18. November 1950 20. Juli 1951 28. Juli 1951 | Höcker III Bürger Quandt | CDU                    |
| Von 1952 bis 1990 existierte kein Land Mecklenburg-Vorpommern |                                               |                          |                        |
| Minister für Arbeit, Gesundheit und Sozialordnung             |                                               |                          |                        |
| Klaus Gollert                                                 | 28. Oktober 1990 19. März 1992                | Gomolka Seite I          | FDP                    |
| Minister für Arbeit, Gesundheit und Soziales                  |                                               |                          |                        |
| Hinrich Kuessner                                              | 8. Dezember 1994                              | Seite II                 | SPD                    |
| Minister für Gesundheit und Soziales                          |                                               |                          |                        |
| Martina Bunge                                                 | 3. November 1998                              | Ringstorff I             | PDS                    |
| Minister für Soziales                                         |                                               |                          |                        |
| Marianne Linke                                                | 6. November 2002                              | Ringstorff II            | PDS                    |
| Minister für Soziales und Gesundheit                          |                                               |                          |                        |
| Erwin Sellering                                               | 7. November 2006                              | Ringstorff III           | SPD                    |
| Manuela Schwesig                                              | 6. Oktober 2008                               | Sellering I              | SPD                    |
| Minister für Arbeit, Gleichstellung und Soziales              |                                               |                          |                        |
| Manuela Schwesig                                              | 25. Oktober 2011                              | Sellering II             | SPD                    |
| Birgit Hesse                                                  | 14. Januar 2014                               | Sellering II             | SPD                    |
| Minister für Soziales, Integration und Gleichstellung         |                                               |                          |                        |
| Stefanie Drese                                                | 1. November 2016 4. Juli 2017                 | Sellering III Schwesig I | SPD                    |
| Minister für Soziales, Gesundheit und Sport                   |                                               |                          |                        |
| Stefanie Drese                                                | 15. November 2021                             | Schwesig II              | SPD                    |